# بادورالیا
بادورالیا (به لاتین: Baduraliya) یک منطقهٔ مسکونی در سری‌لانکا است که در ناحیه کالوتارا واقع شده‌است.